# Philharmonie Thessaloniki
Die Philharmonie Thessaloniki (griechisch Μέγαρο Μουσικής Θεσσαλονίκης Megaro Mousikis Thessalonikis) ist ein Gebäudekomplex für darstellende Künste, Tagungen und Kongresse in Thessaloniki, Griechenland.

## Beschreibung
Der Gebäudekomplex besteht aus den architektonisch unterschiedlich gestalteten Gebäuden M 1 und M 2 und liegt weithin sichtbar am südlichen Ende der Meerespromenade Nea Paralia, die bis 2014 neu gestaltet wurde.

### Das Gebäude M 1
Das Gebäude M 1 ist das nördlichere der beiden und wurde zuerst gebaut. (Fertigstellung: 2000) Es hat eine Ziegelsteinfassade in einem warmen rötlichen Ton, nur der Halbkreis des Eingangs besteht aus rostfreiem Stahl und Glas. In seiner Formgestaltung nimmt das Gebäude die byzantinische Bautradition der Stadt in moderner Ausformung auf.
Auf einem Vorsprung des Landes in den Thermaischen Golf gebaut, ist es durch seine massive Gestaltung auch aus einer weiteren Entfernung unübersehbar. Es ist 108 Meter lang, 45 Meter breit und am höchsten Punkt 26,5 Meter hoch. Es bedeckt eine Fläche von 5090 m² und hat auf 9 Geschossen eine Nutzfläche von 26.600 m².
Es verfügt über einen großen Konzertsaal mit einer Kapazität von 1475 Personen, einen öffentlichen Empfangsbereich, Büros verschiedener Dienste und andere Hilfseinrichtungen (wie Umkleideräume, Testräume, Instrumentenlager).
Die Lage erforderte eine aufwendige Gründung mit 403 Pfeilern, die 39 Meter in den Boden reichen und einen Durchmesser von jeweils einem Meter haben. Das Tragwerk des Gebäudes besteht aus Stahlbeton, das Hallendach hingegen aus einem Fachwerk aus Metall.

### Das Gebäude M 2
Das Gebäude M 2 schließt südlich an und wurde später gebaut. (Fertigstellung: 2010) Architektonisch stellt es einen Kontrast dar, es wurde vom japanischen Architekten Arata Isozaki in einem zeitgenössischeren internationalen Stil entworfen. Es macht keinerlei Anleihen bei lokaler Architektur, nimmt lediglich charakteristische geometrische Linien auf. Es wirkt hell und leicht, je nach Tageszeit und Wetterlage können seine Konturen mit dem Hintergrund verfließen. Es kommt viel Tageslicht hinein, anders als beim Gebäude M 1. In Ergänzung zu diesem beherbergt M 2 die kleineren Säle (einen mit einer Kapazität von 500 Personen und einen mit einer Kapazität von 300 Personen, der weiter unterteilt werden kann) und einen Empfangsbereich für die Öffentlichkeit.

### Weitere Einrichtungen
Seit der Ergänzung durch M 2  beherbergt der Gebäudekomplex auch die Musikbibliothek und das Museum für Musikinstrumente.

### Grundstück
Das Grundstück mit einer Größe von rund 18.000 m² (oder 1,8 Hektar) wurde vom griechischen Staat zur Verfügung gestellt. In den 1980er Jahren war es Standort eines Luna-Parks.

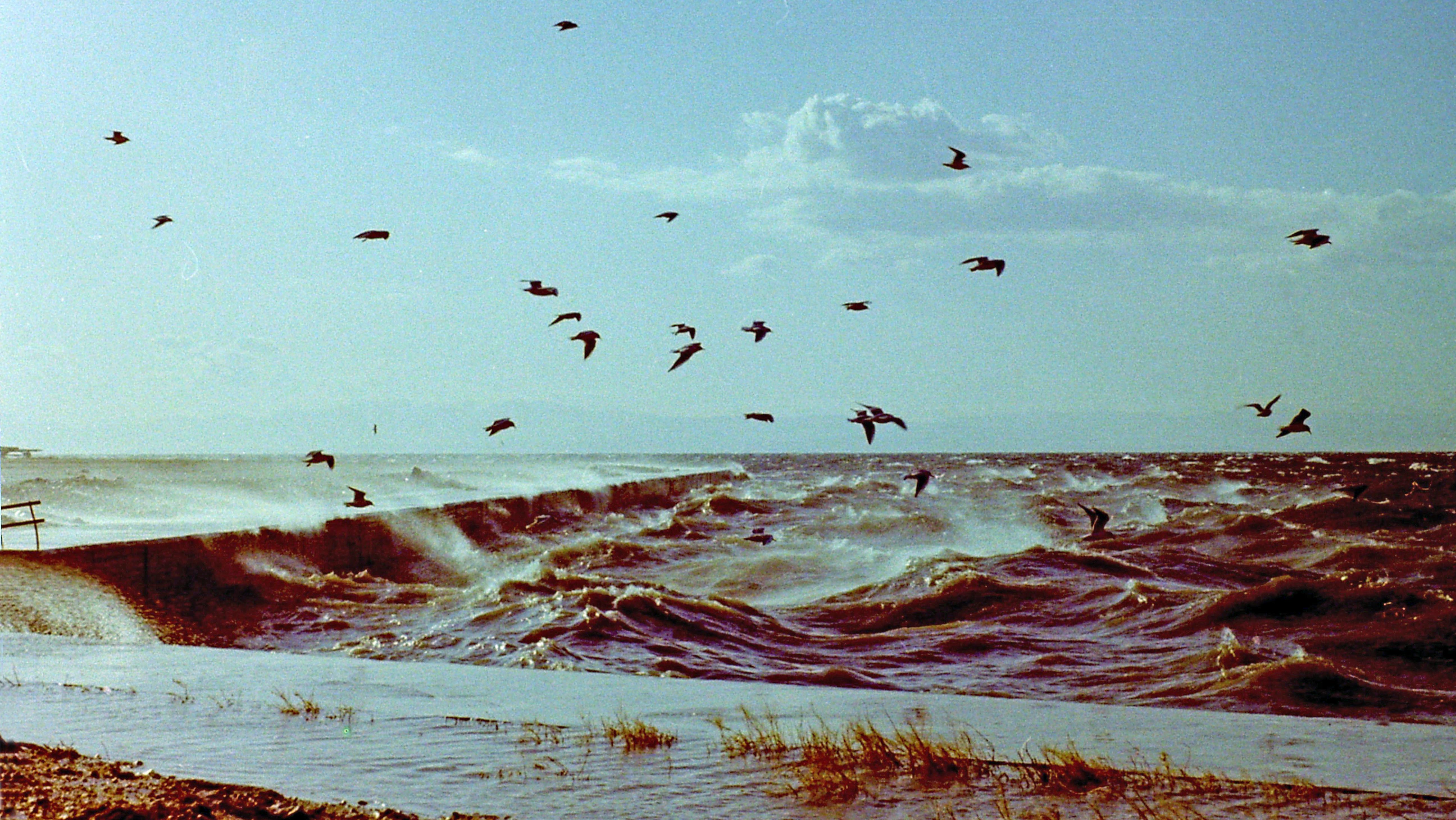
Gelände der Philharmonie auf einem Foto aus dem Jahr 1982. Die Kaimauer liegt an derselben Stelle wie heute.
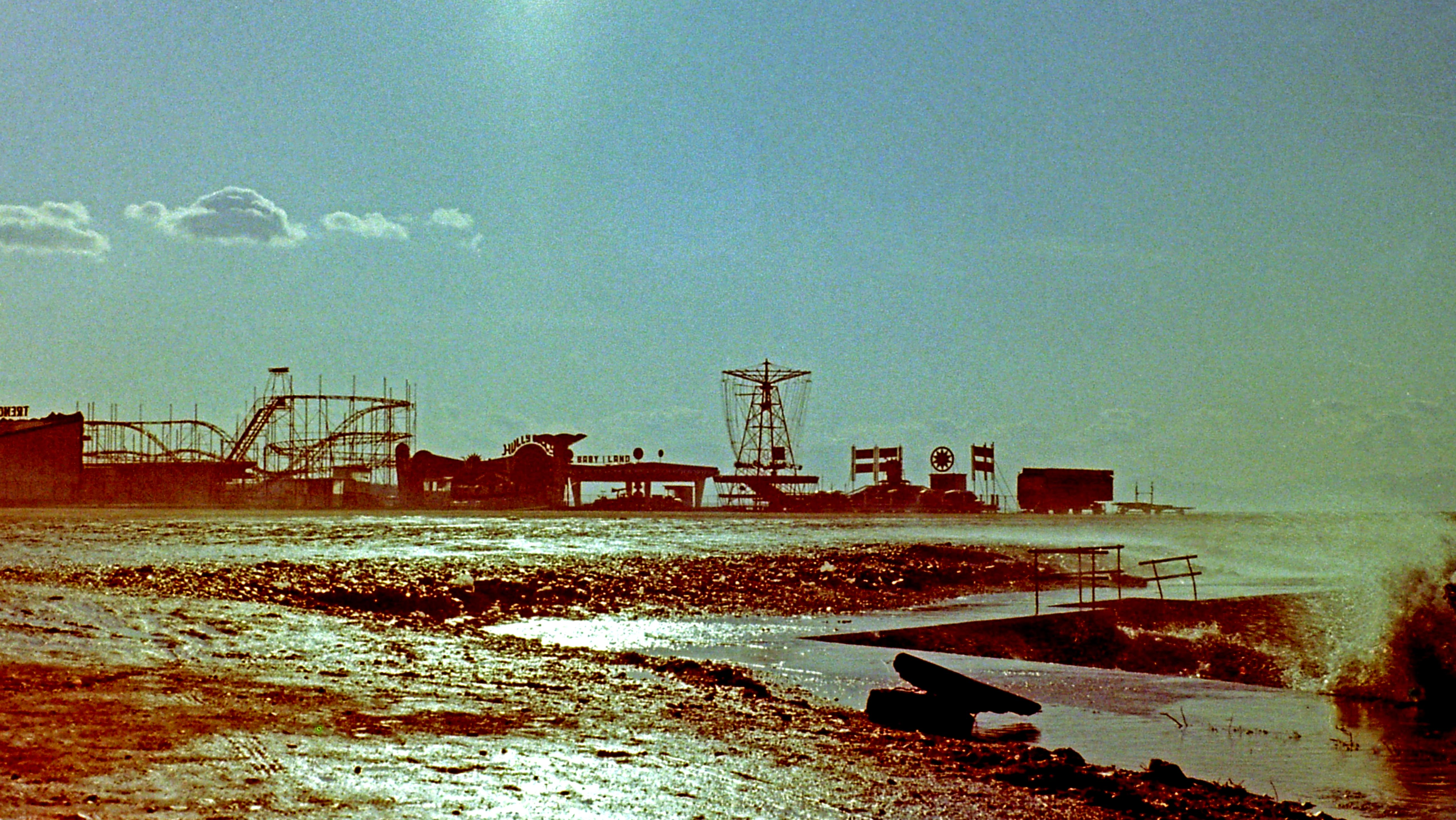
Das Gelände der Philharmonie auf einem Foto aus dem Jahr 1982, bevor sie gebaut wurde und dort noch ein Luna Park betrieben wurde.

## Künstlerische Leitung
Künstlerischer Leiter der Philharmonie Thessaloniki, dessen Amtszeit am 1. Januar 2021 begonnen hat, ist Christos Galileas, außerordentlicher Professor für Violine an der Georgia State University.